# Убей меня скорей, мне холодно
Убей меня скорей, мне холодно (итал. Fai in fretta ad uccidermi... ho freddo!) — итальянско-французская кинокомедия режиссера Франческо Мазелли с Моникой Витти и Жаном Сорелем в главных ролях, выпущенная 7 сентября 1967 года.

## Сюжет
Джованна и Франко — пара влюбленных, которые обманывают людей, представляясь братом и сестрой. Однажды они встречают Кристину и рассказывают, что у них возникли ссоры с братом Серджо из-за наследства, также опасаются, что брат имеет намерения быть убийцей. Франко изучает план: он хочет жениться на Кристине, чтобы затем избавиться от неё, так вина упадет на Серджо. Также Джанна готовит план, но его целью является Серджо.